# Ahmose-Inhapy
Ahmose-Inhapy hoặc Ahmose-Inhapi là một công chúa, đồng thời là một vương hậu sống vào thời kỳ cuối Vương triều thứ 17 - đầu Vương triều thứ 18 trong lịch sử Ai Cập cổ đại.

## Thân thế
Ahmose-Inhapy được cho là một người con gái của pharaon Senakhtenre Ahmose và là chị em cùng cha với pharaon Seqenenre Tao, đồng thời cũng là phu quân của bà, và các vương hậu Ahhotep I và Sitdjehuti.
Bà sinh được duy nhất một người con gái, là Ahmose-Henuttamehu. Cũng như cha và mẹ, Henuttamehu thành hôn với người anh em là pharaon Ahmose I. Inhapy được nhắc đến qua Quyển sách của cái chết được chôn theo Henuttamehu. Bà được phong danh hiệu "Vương hậu Chánh cung của Pharaon" và "Con gái của Pharaon".

## Chôn cất
Xác ướp của Ahmose-Inhapy được phát hiện vào năm 1881 tại lăng mộ DB320 cùng với những thành viên trong hoàng gia của bà, hiện đang được lưu giữ tại Bảo tàng Ai Cập. Xác ướp của Inhapy được tìm thấy bên trong cỗ quan tài lớp ngoài của Rai, nhũ mẫu của Ahmose-Nefertari (Nefertari là cháu gọi Inhapy bằng cô). Cỗ quan tài này đã bị mất đi lớp mạ vàng và đôi mắt khảm ngọc.
Gaston Maspero đã mở băng quấn xác ướp vào ngày 26 tháng 6 năm 1886 và sau đó được Grafton Elliot Smith khám nghiệm. Smith cho biết, Inhapy là một người phụ nữ to lớn, mạnh mẽ như đàn ông. Xác ướp không được bảo quản tốt, có một vòng hoa quanh cổ, được bọc trong bột gỗ thơm và nhựa thơm. Cơ thể xác ướp có vết mổ để lấy bỏ nội tạng.